# ريك اوديل
ريك اوديل (بالإنجليزية: Rick O'Dell)‏ هو مهندس أمريكي، ولد في 26 أكتوبر 1948.